# Cop Land
Cop Land is een Amerikaanse film uit 1997 van regisseur James Mangold. De belangrijkste rollen worden vertolkt door Sylvester Stallone, Harvey Keitel, Robert De Niro en Ray Liotta.
De film werd met wisselende commentaren onthaald. Hoofdrolspeler Sylvester Stallone die in deze film een atypisch Stallone-personage neerzet, meende dat deze film zijn carrière een enorme klap heeft toegediend. Zowel fans als critici zagen hem liever in een stoere heldenrol zoals in de films Rambo: First Blood (1982) en Rocky (1976). Volgens Stallone was deze film het begin van een zwarte periode van zo'n 8 jaar.
De film werd aanvankelijk dus geen succes bij het grote publiek. De laatste jaren werd de film een soort van cultklassieker die vooral dankzij uitzendingen op televisie en de dvd-uitgave enorm veel succes boekte.

## Verhaal
Garrison ligt in New Jersey en wordt door de rivier de Hudson gescheiden van New York. In Garrison is sheriff Freddy Heflin de baas. Hij houdt toezicht in het stadje, waar verschillende agenten uit New York wonen. De buurt is door de grote aanwezigheid van agenten erg veilig.
Heflin zag op jonge leeftijd hoe een auto in de Hudson was beland. Door de inzittenden te bevrijden, raakte hij aan één oor doof. Hierdoor kon hij een carrière bij de politie van New York vergeten en dus werd hij sheriff in het kleine Garrison.
Ray Donlan is een politieagent uit New York. Hij gaat vaak z'n boekje te buiten maar ligt goed in de markt bij zijn collega's die hij steeds beschermt. Wanneer zijn collega en neef Murray "Superboy" Babitch per ongeluk twee zwarte jongens doodschiet, is Ray er meteen om hem te beschermen. Maar omdat de situatie er voor Superboy niet goed uitziet, springt hij van de George Washington Bridge. Hierdoor komt er geen onderzoek naar de verdachte omstandigheden waarin de zwarte jongens zijn gestorven.
Wat de buitenwereld niet weet, is dat Superboy nog leeft. Ray "ontvoerde" hem en deed alsof hij van de brug gesprongen was. Ray belooft zijn neef een nieuw leven, maar er zijn problemen. De nieuwsgierige Moe Tilden van de New Yorkse Interne Zaken denkt dat er meer aan de hand is en vertrouwt Ray niet. Moe weet dat de waarheid in Garrison ligt, maar zijn jurisdictie eindigt in New York. Daarom rekent hij op de hulp van sheriff Freddy Heflin. Maar Freddy denkt dat er niets aan de hand is en vertrouwt Ray.
Wanneer Freddy met zijn eigen ogen ziet dat Superboy nog leeft en weet dat er meer aan de hand is, besluit hij toch naar Moe te stappen. Moe heeft echter de opdracht gekregen de zaak op te geven en dus kan hij Freddy niet helpen. Daarom probeert Freddy zelf de waarheid te achterhalen. Hij kan rekenen op de drugsverslaafde Figgsy, een collega van Ray. Wat Ray nu voor Superboy doet, deed hij enkele jaren geleden ook voor de partner van Figgsy. Die partner kreeg geen nieuw leven, maar stierf. Figgsy en Freddy denken dat Ray nu ook Superboy wil vermoorden om van alle problemen verlost te worden. In een race tegen de tijd probeert Freddy de gevluchte Superboy te vinden. Maar Ray en zijn trouwe collega's zijn hem te snel af. Ze vuren vlak bij Freddy's goede oor een wapen af waardoor hij tijdelijk doof wordt aan beide oren.
Ondertussen hebben ze Superboy opnieuw ontvoerd. Freddy gaat alleen de dodelijke confrontatie aan met Ray en krijgt op het laatste nippertje de steun van Figgsy. Samen slagen ze er in om Ray en zijn collega's te pakken en Superboy te vinden. Met de waarheid trekken ze samen naar Moe, die zich over de gewonde Freddy ontfermt.

## Rolverdeling
| Acteur             | Personage                 |
| ------------------ | ------------------------- |
| Sylvester Stallone | Sheriff Freddy Heflin     |
| Harvey Keitel      | Ray Donlan                |
| Ray Liotta         | Gary 'Figgsy' Figgis      |
| Robert De Niro     | Lt. Moe Tilden            |
| Michael Rapaport   | Murray 'Superboy' Babitch |
| Robert Patrick     | Jack Rucker               |
| Peter Berg         | Joey Randone              |
| Noah Emmerich      | Deputy Bill Geisler       |
| Cathy Moriarty     | Rose Donlan               |

## Trivia
- Verscheidene acteurs en actrices uit de film speelden later ook een rol in de bekende televisieserie The Sopranos: Annabella Sciorra, Edie Falco, Frank Vincent, Robert Patrick, Frank Pellegrino, John Ventimiglia, Arthur J. Nascarella, Bruce Altman, Janeane Garofalo, Paul Herman en Tony Sirico.
- De naam van het hoofdpersonage is een verwijzing naar acteur Van Heflin, die de hoofdrol speelde in de western 3:10 to Yuma (1957). Deze film is een van de favoriete films van regisseur James Mangold, die in 2007 de remake 3:10 to Yuma maakte.
- In het computerspel Grand Theft Auto: Vice City uit 2002 is er een singleplayer-missie met de naam "Cop Land". Ray Liotta verleent zijn stem aan hoofdpersonage Tommy Vercetti.